# Грановский, Винцентий
Винцентий Грановский (также как Винцентий Грановский, Винцентий Пилецкий) (пол. Wincenty Granowski, Wincenty z Granowa, Wincenty Pilecki ; родился около 1370 — умер между 10 июля и 9 декабря 1410 года) — польский государственный и военный деятель, подстолий калишский с 1386 года, каштелян накельский с 1387 года, генеральный староста Великой Польши с 1409 года, староста сьремский (до 1406 года), дипломат, знаток тевтонских дел, командующий знаменем в Грюнвальдской битве.

## Биография
Представитель польского дворянского рода Грановских герба «Лелива». Сын Винцентия Грановского. Он принимал участие во многих дипломатических миссиях. Он был владельцем города Срема и его окрестностей, а также многих других поместий. В 1409 году он был владельцем замков Ланьцута и Ильковице.
Его положение при королевском дворе было усилено его браком, заключенным до 2 октября 1397 года, с дважды вдовой Эльжбетой Пилецкой (1372—1420), племянницей Спытко Мельштынского и наследницей Отто из Пилицы. Эльжбета принесла в приданое Пилицу, и Винцентий начал писать сам Пилецкий.
От этого союза было пятеро детей:
- Ядвига Грановская, вышедшая замуж за Яна Лександровицкого после 10 мая 1404 года
- Отто Грановский (+ 1420)
- Елизавета Грановская, вышедшая в марте 1418 года замуж за силезского князя Болко V Опольского
- Ян Пилецкий, прародитель рода Пилецких герба Лелива, предок королевы Барбары Радзивилловны
- Офка Грановская, которая около 1423 года вышла замуж за Яна Йичина, пасынка своей матери.

От предыдущего брака у Винцентия было 4 сына: Миколай, Анджей, Вавжинец и Близбор.
Между 10 июля и 9 декабря 1410 года Винцентий Грановский умер, вероятно, отравившись. Его вдова вышла замуж за польского короля Владислава Ягелло в 1417 году.